# Astragalus spitzenbergeri
Astragalus spitzenbergeri är en ärtväxtart som beskrevs av Dieter Podlech. Astragalus spitzenbergeri ingår i släktet vedlar, och familjen ärtväxter. Inga underarter finns listade i Catalogue of Life.